# Muav-Formation
Die Muav-Formation ist die vierte Formation der kambrischen Tonto Group im Südwesten der Vereinigten Staaten. Sie wurde im Oberkambrium als Teil der Sauk-Megasequenz (Sauk II) abgelagert.

## Etymologie
Die Muav-Formation ist nach dem Muav Canyon benannt, einem rechten, nordseitigen  Nebenfluss des Colorado River im Grand Canyon.

## Erstbeschreibung

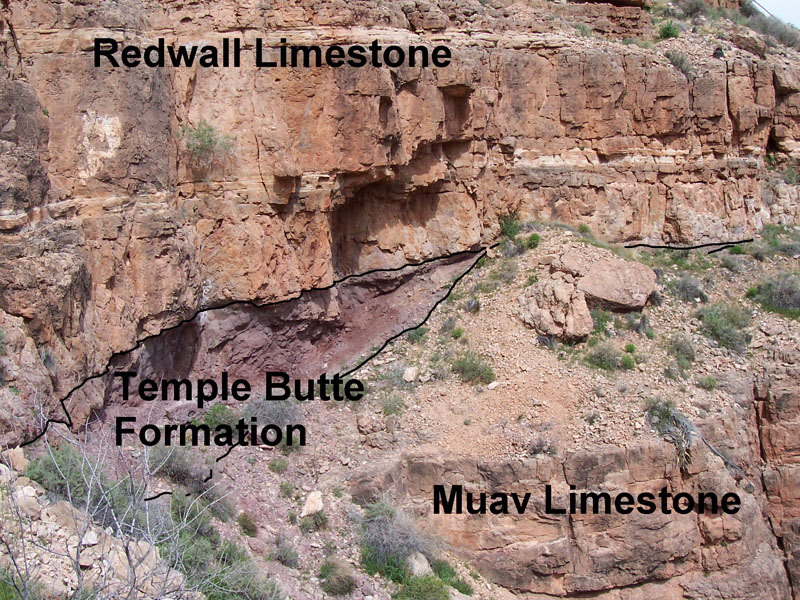
Repräsentative Abfolge von Muav-Formation, Temple-Butte-Formation und Redwall Limestone im Grand Canyon

Die Muav-Formation war erstmals im Jahr 1914 von Levi F. Noble als Muav Limestone wissenschaftlich beschrieben worden. Die Umbenennung in Muav-Formation erfolgte erst wesentlich später und wurde beispielsweise im Jahr 2020 von Karl Karlstrom und Kollegen in ihrer Arbeit verwendet.

## Vorkommen
Neben den Vorkommen im östlichen und westlichen Grand Canyon als Teil der Sedimentprovinz des Colorado-Plateaus (Englisch Plateau sedimentary province) erscheint die Muav-Formation im Zentrum und im Nordwesten Arizonas als Muav Dolostone und dehnt sich ferner nach Norden in den Südosten Utahs aus. Die Formation erstreckt sich aber auch nach Westen ins Great Basin (südöstliches Kalifornien und südliches Nevada). Im Südosten Kaliforniens (Sedimentbecken des Salton Seas) liegt die Muav-Formation metamorphosiert als Marmor vor, wie beispielsweise in den Big Maria Mountains, und wird hier als Muav Marble bezeichnet. Der Muav Marble ist ein reiner, grobkörniger, geschichteter Kalzitmarmor, der bis zu 150 Meter mächtig wird. Seine Metamorphose erfolgte in der Oberkreide.
Stratigraphische Äquivalente der Muav-Formation sind das Hangende der Abrigo-Formation im Süden Arizonas und ein Teil des oberen Bonanza King Limestone in der nordöstlichen Mojave-Wüste.

## Stratigraphie

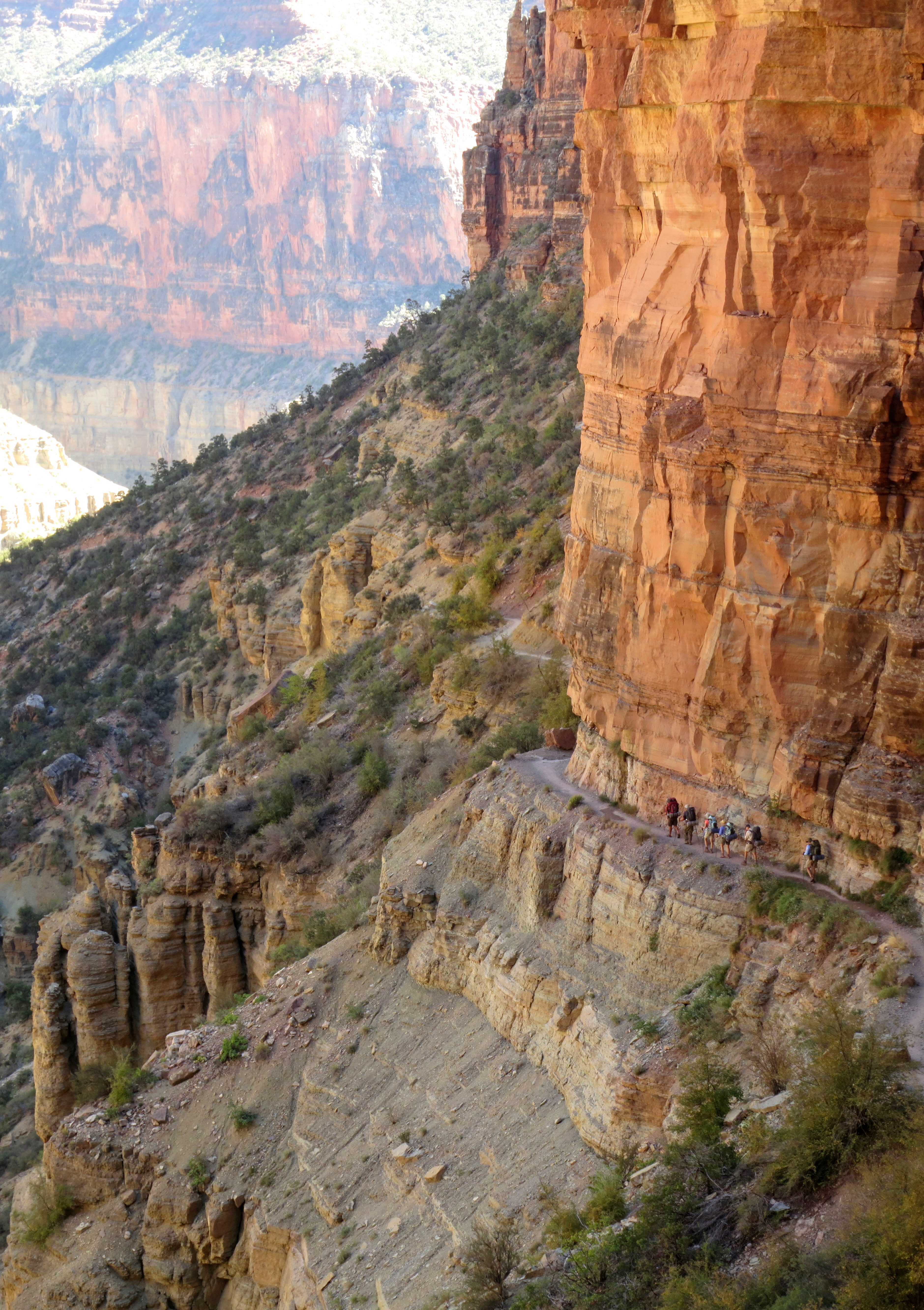
Die Muav-Formation unterhalb des Redwall Limestone am North Kaibab Trail

Die Muav-Formation folgt konkordant auf die Bright-Angel-Formation, mit der sie sich verzahnen kann. Sie wird ihrerseits meist diskordant vom Redwall Limestone überlagert. Stellenweise kann sich noch die Temple-Butte-Formation zwischen diese beiden Formationen schieben. Die Temple-Butte-Formation hat enge Paläotäler in die Diskordanz zwischen Muav-Formation und Redwall Limestone eingeschnitten und diese dann aufgefüllt. Über sie legt sich sodann der Redwall Limestone. Im Westen des Grand Canyons erscheint der Frenchman Mountain Dolostone konkordant über der Muav-Formation. In Utah folgt die unterdevonische Elbert-Formation auf die Muav-Formation.
Die Muav-Formation wird im Westabschnitt des Grand Canyons 183 Meter mächtig. Ihre Mächtigkeit verringert sich jedoch im Osten des Grand Canyons bis auf 107 Meter. Extremwerte sind 252 Meter im Westen an den Grand Wash Cliffs und 40 Meter im Osten an der Mündung des Little Colorado River.
In der Muav-Formation werden folgende Member ausgeschieden (vom Hangenden zum Liegenden), die untergeordneten Transgressionen und Regressionen entsprechen:
- Havasu Member
- Gateway Canyon Member
- Kanab Canyon Member
- Peach Springs Canyon Member
- Spencer Canyon Member
- Sanup Plateau Member
- Rampart Cave Member

Von Eben Rose (2011) wurde jedoch vorgeschlagen, die untersten vier Member der Bright-Angel-Formation anzurechnen. Auch Donald Elston hatte dies bereits 1989 ins Auge gefasst. Nach Neudefinition bleiben der Muav-Formation nur noch das Kanab Canyon Member, das Gateway Canyon Member und das Havasu Member.
Zwischen die Member legen sich mehrere zungenartige Einschaltungen aus rostbraunem Dolomit oder aus Bright-Angel-Sedimenten (Schiefertone, Siltsteine und feinkörnige Sandsteine). Dies sind vom Liegenden zum Hangenden die Elves Chasm Tongue, die Garnet Canyon Tongue, die Lava Falls Tongue, die Parashant Tongue und die Boucher Tongue. Die dolomitische Boucher Tongue trennt die Muav-Formation von der unterlagernden Bright-Angel-Formation.
Sämtliche Member außer dem Havasu Member waren unter transgressiven Bedingungen sedimentiert worden, wobei im Gateway Canyon Member der transgressive Höchststand erreicht wurde. Mit dem Havasu Member setzte Regression ein.
Laut Neudefinition beginnt das Kanab Canyon Member unmittelbar oberhalb der sehr deutlichen Trennfuge, die aus spaltbarem grünen Schieferton und glaukonitischem Siltstein besteht und sie vom Peach Springs Canyon Member der Bright-Angel-Formation abtrennt. Das Kanab Canyon Member ist eine massive, Steilwand-bildende Gesteinseinheit aus dünnbankigen, knotigen Kalken. Es zeigt starke Mächtigkeitsschwankungen von 18 bis 56 Meter, wobei die Mächtigkeiten nach Westen zunehmen. Das darüber folgende Gateway Canyon Member ist ein dünnbankiger Fleckenkalk, der in recht steilen Hängen ansteht. Es enthält zahlreiche Einschaltungen eines petromiktischen Konglomerats aus flachen Geröllen. Diese Konglomerate als Sturmablagerungen zu interpretieren ist übereilt, denn zwischen Kalken und Konglomeraten besteht ein Kontinuum aus Übergangsfazies, die auf eine Wiederaufarbeitung und Ablösung der Gerölle vom Substrat durch Sedimentwühler hindeutet. Diese Interpretation wird gestützt durch den Übergang des Members im Westen wie im Osten in einen Dololaminit, der anstatt Geröllen siltige Tonchips (Pelmikrite) enthält, welche diagenetisch verhärtet und teils angebohrt wurden. Das Gateway Canyon Member weist ebenfalls stark schwankende Mächtigkeiten von 25 bis 76 Meter auf. Das abschließende Havasu Member wird zwischen 40 und 50 Meter mächtig und setzt sich aus Steilwand-bildenden Dolomiten und Kalken zusammen. Die kristallinen, feinkörnigen Karbonate sind von mittel- bis dunkelgrauer Farbgebung. Das Member besitzt eine deutliche, durchhaltende, geradlinige, parallele, dünne Bankung und verwittert gelblich-bräunlich.

## Lithologie
Die Muav-Formation wird von dunkel- bis hellgrauen, auch blaugrauen, braunen und orange-roten Kalken (Packstone) aufgebaut, zu denen sich dolomitische und kalkhaltige Tonsteine gesellen. Eingeschaltet sind intraformationelle Konglomerate mit flachen Geröllen, Sandsteine, Siltsteine und glimmerhaltige Schiefertone. Bei der Muav-Formation handelt es sich überwiegend um einen dünn-gebankten (Bankfugenabstand 1 bis 5 Zentimeter), unreinen, teils knotigen Kalk, der eine charakteristische Fleckung/Scheckung (engl. mottled appearance) aufweist, welche von zahllosen dünnen Bändern oder Linsen aus gelblich-grünlichen Schiefertonen hervorgerufen wird. Die Flecken können auch von einem leicht orangen, dolomitischen Siltstein ausgefüllt werden, welcher sich auch zwischen die Bankfugen legt. Plattige, siltige Kalke sind untergeordnet, marginal treten auch Girvanella- oder Algenkalke auf. In Utah besteht die marine Formation aus braunen bis grauen Dolomiten und Kalken sowie aus einigen dünnen, roten bis grünen Tonschiefer- und Siltsteinlagen. Sie enthält hier Oolithe, Chert, Glaukonit und Algenstrukturen.
Die Formation besitzt mehrere ausgezeichnete Schlüsselschichten. Sie sind hervorragende Zeitmarken und verdeutlichen auf eindringliche Weise das Verhältnis zwischen Faziesverteilung und stratigraphischer Zeit. Im Vergleich zur unterlagernden Bright-Angel-Formation ist die Muav-Formation recht resistent und bildet kleine Steilwände und treppenartige Absätze im Gelände.

## Ablagerungsmilieu
Ein Großteil der Muav-Formation war subtidal abgelagert worden. Für intertidale Verhältnisse sprechen laminierte Dolomite, die als von Kryptoalgen verursacht gelten, sowie intraformationelle Konglomerate. Somit sind vorwiegend tieferes Wasser fern der Küste angezeigt, aber auch peri- und supratidale Verhältnisse mit Untiefen (engl. shoals) und Gezeitenzonen um vorgelagerte Inseln sind zu berücksichtigen.

## Fossilien

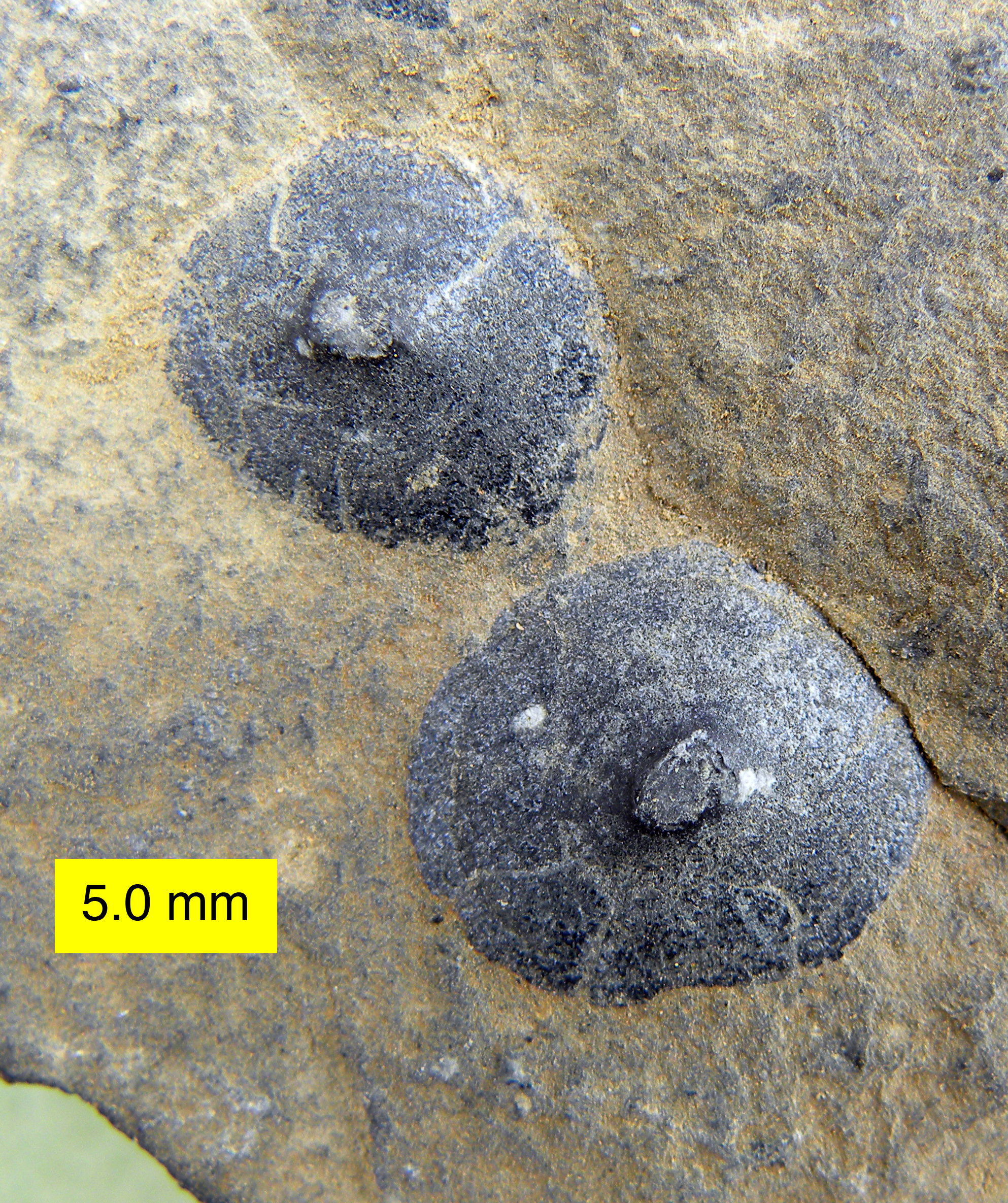
Scenella aus dem mittelkambrischen Burgess Shale

Fossilien in der Muav-Formation sind Brachiopoden, Eocrinoidea, Helcionelliden (mit Helcionella), Hyolithida (mit Hyolithes), Schwämme, Trilobiten (Trilobitenordnungen Corynexochida und Ptychopariida) sowie rätselhafte Invertebraten wie Chancelloria und Scenella hermitensis. Zugegen sind auch Gänge und Spuren von Invertebraten wie beispielsweise Phycodes sowie an Girvanella-erinnernde Strukturen (Onkolithen von Cyanobakterien).
Unter den Brachiopoden erscheinen die Taxa Acrotreta, Clitambonites, Dictyonina, Discina, Finkelnburgia, Lingula, Lingulella (Lingulepis), Lingulepis prima, Nisusia noblei, Nisusia obscura, Syntrophia und Trematis.
Als Trilobiten sind zu nennen Alokistocare, Anomocarella, Anoria, Athabaskia, Bolaspis aemula, Dorypyge, Elrathiella, Glossopleura meriwitica, Glyphaspis kwaguntensis, Glyphaspis tecta, Glyphaspis vulsa, Kootenia havasuensis, Kootenia mckeei, Kootenia schenki, Kootenia simplex, Neolenus, Pachyaspis moorei, Parehmania kwaguntensis, Saukia, Solenoporella erosa, Solenoporella porcata, Spencella erosa, Spencella porcata und Zacanthoides.
Die Muav-Formation beginnt mit der Ehmanniella-Trilobitenzone (Fund von Glyphaspis in der Trennzone zwischen Peach Springs Canyon Member und Kanab Canyon Member). Das letztmalige Auftreten von Spencella markiert den Übergang ins Havasu-Member und den Beginn des Guzhangiums.

## Alter
Karlstrom und Kollegen (2020) geben für die Muav-Formation ein Ablagerungsalter von 502 bis 499 Millionen Jahren an. Die Datierung erfolgte anhand von Zirkonen mittels der Uran-Blei-Methode. Dieses Alter entspricht dem Miaolingium, genauer den Stufen Drumium (D 5) und Guzhangium (G 6).